# Бела Печ
Бела Печ (словен. Bela Peč) — поселення в общині Камник, Осреднєсловенський регіон, Словенія. Висота над рівнем моря: 777,3 м.